# Po-Chih Leong
Po-Chih Leong est un réalisateur et acteur britannique né en 1939 à Londres (Royaume-Uni).

## Filmographie

### comme réalisateur
- 1976 : Tiaohui
- 1977 : Opération Foxbat (en) (Foxbat)
- 1979 : Shen tou miao tan shou duo duo
- 1980 : You ni mei ni
- 1981 : Long gan wei
- 1982 : Ye jing hun
- 1984 : Hong Kong 1941
- 1984 : Ying lun pi pa
- 1985 : Bu huo ying xiong
- 1985 : Shengsi Xian
- 1986 : Ping Pong (film)
- 1988 : Sha zhi lian
- 1988 : Gai juk tiu mo
- 1991 : Shang Hai yi jiu er ling
- 1997 : Riding the Tiger: The Hong Kong Handover Years 1 (TV)
- 1998 : Riding the Tiger: The Hong Kong Handover Years 2 (TV)
- 1998 : La Sagesse des crocodiles (The Wisdom of Crocodiles)
- 2000 : Cabin by the Lake (TV)
- 2000 : The Darkling (TV)
- 2001 : Return to Cabin by the Lake (TV)
- 2001 : Walking Shadow (TV)
- 2001 : Wolf Lake (série TV)
- 2004 : Out of Reach (vidéo)
- 2006 : The Detonator

### comme acteur
- 1980 : L'Enfer des armes
- 1985 : Bu huo ying xiong : Great-Grandfather
- 1986 : Peking Opera Blues